# Bahía de Yof
La Bahía de Yof (en francés: Baie de Yof) es un cuerpo de agua en el lado noroeste de la península de Cabo Verde (Cap-Vert), justo al norte del centro de la ciudad de Dakar, en el país africano de Senegal. La localidad de Yof está situada a lo largo de la bahía, y es un suburbio de Dakar. Se encuentra en el punto más occidental de África.